# Brewer (Maine)
Brewer – miasto w Stanach Zjednoczonych, w stanie Maine, w hrabstwie Penobscot.